# Irreligión en India
El ateísmo y agnosticismo tienen una larga historia en la India y florecieron dentro del movimiento Sramana. Las religiones indias como el jainismo, budismo y ciertas escuelas del hinduismo, aunque no todas, consideran que el ateísmo es aceptable. India ha tenido algunos políticos ateos y reformadores sociales notables. Según el censo de 2011 en India, el 99.76 % de las personas se identificó con una religión, mientras que el 0.24 % no declaró su identidad religiosa. Según el informe del Índice Global de Religión y Ateísmo WIN-Gallup 2012, el 81% de los indios eran religiosos, el 13% no lo eran, el 3% eran ateos convencidos y el 3% restante no estaba seguro o no respondió.

## Historia

### India en la antigüedad
Se sabe que varios movimientos śramaṇa existieron en India antes del siglo VI a. C. (pre-Buda, pre-Mahavira), y estos influyeron en las tradiciones āstika y nāstika de la filosofía india. Martin Wiltshire afirma que la tradición Śramaṇa evolucionó en la región en dos fases, a saber, las fases Paccekabuddha y Savaka, la primera correspondiente a la tradición del asceta individual y la segunda a los discípulos, y que el budismo y el jainismo surgieron de ellos como manifestaciones sectarias. Estas tradiciones recurrieron a conceptos brahmánicos ya establecidos, afirma Wiltshire, para formular sus propias doctrinas. Reginald Ray coincide en que los movimientos Śramaṇa ya existían y eran tradiciones establecidas en la India anterior al siglo VI a. C., pero no está de acuerdo con Wiltshire en que no eran sectarios antes de la llegada de Buda.

#### Escuelas de filosofía
En la filosofía india, hay seis grandes escuelas ortodoxas (astika) de filosofía hindú: Nyaya, Vaisheshika, Samkhya, Yoga, Mīmāṃsā y Vedanta, y cinco grandes escuelas heterodoxas (nāstika) de Śramaṇa: Jain, Budista, Ajivika, Ajñana y Cārvāka. Las cuatro escuelas de Nāstika más estudiadas, aquellas que rechazan la doctrina de los Vedas, son: jainismo, budismo, Cārvāka y Ājīvika.

###### Cārvāka
La escuela Cārvāka se originó en la India alrededor del siglo VI a. C. Está clasificada como una escuela nāstika. Es notable como evidencia de un movimiento materialista en la antigua India. Sus seguidores solo aceptaron la pratyakşa (percepción) como una pramāna válida (evidencia). Consideraron a otros pramāna como sabda (testimonio), upamāna (analogía) y anumāna (inferencia) poco confiables. Por lo tanto, la existencia de un alma (ātman) y Dios fueron rechazados, porque no podían ser probados por la percepción. También consideraron que todo estaba hecho de cuatro elementos: tierra, agua, aire y fuego. El Cārvāka persiguió el disfrute de la vida y la eliminación del dolor físico. Por lo tanto, pueden considerarse hedonistas. Todos los textos originales de Cārvāka se consideran perdidos. Se cree que un sūtra (Barhaspatya sutras) muy citado por Brhaspati, considerado el fundador de la escuela, está perdido. El Tattvopaplavasimha de Jayarāśi Bhaṭṭa (siglo VIII EC) y el Sarvadarśanasaṅ̇graha de Madhavacarya (siglo XIV) se consideran textos secundarios importantes de Cārvāka.

##### Sāṃkhya
Sāṃkhya es una escuela āstika, pero tiene algunos elementos ateos. Es una filosofía radicalmente dualista. Creían que los dos principios ontológicos, puruṣa (conciencia) y prakriti (materia), eran la base subyacente del universo. El objetivo de la vida se considera el logro de la separación de la conciencia pura de la materia (kaivalya). El razonamiento dentro de este sistema condujo a la filosofía Nir-isvara Sāṃkhya (Sāṃkhya sin Dios), que consideraba la existencia de Dios innecesaria. Existe el razonamiento opuesto que acepta a Dios, llamado Sesvara Sankhya (Sāṃkhya con Dios). Samkhya Karika (c. 350 CE) es el primer texto sistemático conocido de esta filosofía.

##### Mīmāṃsā
Mīmāṃsā (que significa exégesis) es también una escuela astika. Creían que los Vedas no tenían autor y se autenticaban a sí mismos. No aceptaron que estos estuvieran compuestos por ningún ṛishi (santo), considerando que no fueron escritos por nadie (apauruṣeya). Aceptaron las deidades menores de los Vedas pero resistieron cualquier noción de un Creador Supremo. Solo se concentraron en mantener el ṛta (orden) siguiendo los deberes de los Vedas. El texto fundamental de esta escuela es el Sutra Mīmāṃsā de Jaimini (c. 200 a. C. - 200 d. C.).

##### Ājīvika
Ājīvika es otra escuela de nastika con una perspectiva atea. Ninguna de sus escrituras sobrevive y hay dudas sobre si las cuentas de ellas en fuentes secundarias (a menudo hostiles) son precisas. Creían en una teoría atómica naturalista y sostenían que la consecuencia de las leyes naturales condujo a un universo determinista. Negaron el karma, pero confirmaron al atman. Vivieron en comunidades ascéticas y existieron en el sur de la India hasta al menos el siglo XIV. 

##### Budismo y jainismo
El jainismo rechaza la idea de una deidad creadora responsable de la manifestación, creación o mantenimiento de este universo. Según la doctrina Jain, el universo y sus constituyentes (alma, materia, espacio, tiempo y principios de movimiento) siempre han existido. Todos los componentes y acciones están gobernados por leyes naturales universales y una entidad inmaterial como Dios no puede crear una entidad material como el universo. El jainismo ofrece una cosmología elaborada, que incluye seres celestiales (devas), pero estos seres no son vistos como creadores; están sujetos a sufrimiento y cambio como todos los demás seres vivos, y en algún momento deben morir. Los jainistas definen la piedad como la cualidad inherente de cualquier alma que caracteriza la dicha infinita, el poder infinito, Kevala Jnana (conocimiento infinito puro) y paz perfecta. Sin embargo, estas cualidades de están sometidas debido a los karmas del alma. Quien logra este estado del alma a través de la creencia, conocimiento y conducta correcta puede ser llamado dios. Esta perfección del alma se llama kevalina. El alma se convierte así en un alma liberada, libre de miserias, ciclos de renacimiento, mundo, karmas y finalmente libre también del cuerpo. Esto se llama moksha. 
Gautama Buddha rechazó la existencia de una deidad creadora, se negó a respaldar muchos puntos de vista sobre la creación y afirmó que las preguntas sobre el origen del mundo no son útiles en última instancia para acabar con el sufrimiento. El budismo enfatiza el sistema de relaciones causales subyacentes al universo, pratītyasamutpāda, que constituyen el dharma y la fuente de la iluminación. No se afirma la dependencia de los fenómenos de una realidad sobrenatural para explicar el comportamiento de la materia. 

##### Filósofos y textos antiguos
Ajita Kesakambali fue un filósofo materialista. Se le menciona en el Samaññaphala Sutta. Rechazó la creencia de dioses, vidas futuras y karma. Payasi es un personaje, conocido como un príncipe, que aparece en el texto budista Digha Nikaya en el Payasi Sutta. No creía en el renacimiento o el karma. Debatió con Kassapa, un discípulo de Buda, y perdió según las fuentes budistas.

##### El discurso de Jabalí en el Ramayana
En la epopeya hindú Ramayana (Ayodhya Khanda), cuando Bharata va al bosque para convencer a Rama de regresar a casa, fue acompañado por un sofista llamado Jabalí (" जाबालिः "). Este último usa el razonamiento nihilista para convencer a Rama. También dice que los rituales son un desperdicio de comida y las escrituras fueron hechas por hombres inteligentes para que las personas den limosna. Pero Rama lo llama desviado del camino del dharma ( "धर्मपथात् "), se niega a aceptar sus puntos de vista de "nastika" y culpa a su propio padre por llevar a Jabalí al servicio. También equipara al Buda con un ladrón. Al escuchar la respuesta de Rama, Jabalí se retracta de sus declaraciones, diciendo que él simplemente discutía como un nihilista. Sin embargo, estos versículos que se refieren al Buda se consideran una interpolación posterior, ya que esos versículos usan un medidor diferente.

##### El incidente de Carvaka en el Mahabharata
Un personaje descrito como Carvaka aparece brevemente en el Mahabharata (en el Shanti Parva). Cuando Yudhishthira entró a la ciudad de Hastinapur, un brahmán, conocido como Carvaka, lo acusó de matar a sus propios parientes y dijo que sufriría por ello. El acusador es revelado como un ráksasa disfrazado, amigo de Duryodhana. Él había existido desde el Krita Yuga en virtud de una bendición del dios Brahma, y solo podía ser asesinado cuando mostrara desprecio hacia los brahmanes. Otros brahmanes lo asesinaron al cantar himnos sagrados y a Yudhishthira se le aseguró que sus acciones estaban dentro del código kshatriya. Este evento puede ser una posible denigración a la filosofía Carvaka.

### India medieval
En el siglo IX d. C., el filósofo jainista Jinasena escribió el Mahapuran. El libro contiene las siguientes palabras frecuentemente citadas,

Algunos hombres tontos declaran que un creador hizo al mundo. La doctrina de que el mundo fue creado es desaconsejable, y debería ser rechazada. Si dios creó al mundo, donde estaba él antes de la creación? Si dices que estaba transcendiendo entonces, y no necesitaba apoyo, donde está ahora?

Esta cita también apareció más adelante en el libro de Carl Sagan, Cosmos. En el siglo XIV, el filósofo Madhavacarya escribió el Sarvadarśanasaṅ̇graha, una recopilación de todas las filosofías indias, incluida la Carvaka.

### India moderna

#### sigloXIX
Entre 1882 y 1888, la Madras Secular Society publicó una revista llamada The Thinker (Tattuvavivesini en Tamil) de Madras. La revista publicó artículos de escritores anónimos y artículos republicados de la revista de la London Secular Society, a la que la Madras Secular Society se consideraba afiliada.

#### sigloXX

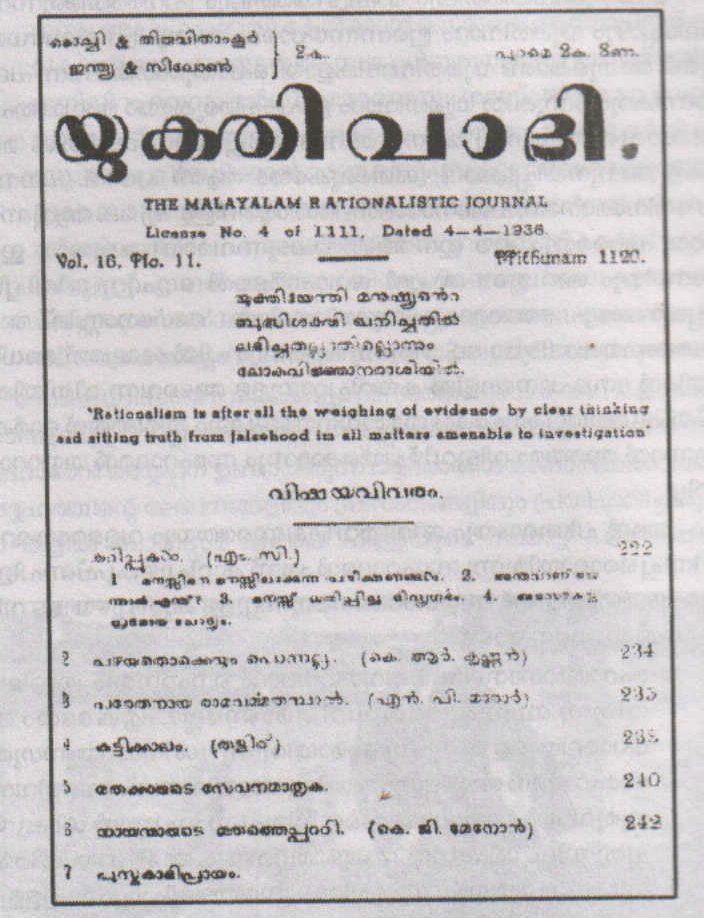
El Yukthivadi en 1929 fue la primera revista atea / racionalista publicada en malayalam.

Periyar EV Ramasamy (1879 - 1973) fue un líder ateo y racionalista de los movimientos de Autorespeto y Dravidar Kazhagam. Sus puntos de vista sobre la irreligión se basan en la erradicación del sistema de castas, se debe negar la religión para lograr la eliminación del sistema.
Vinayak Damodar Savarkar (1883 –1966) fue un eminente líder nacionalista hindú del movimiento de independencia indio. También fue un ateo y racionalista acérrimo que desaprobaba la creencia hindú ortodoxa, desestimando el culto a las vacas como supersticioso. Ser hindú, para él, era una identidad cultural y política.
Satyendra Nath Bose (1894 - 1974) fue un físico ateo especializado en física matemática. Conocido por su trabajo en mecánica cuántica a principios de la década de 1920, proporcionando la base para las estadísticas de Bose-Einstein y la teoría del condensado de Bose-Einstein.
Meghnad Saha (1893 - 1956) fue un astrofísico ateo conocido por su desarrollo de la ecuación de Saha, que se utiliza para describir las condiciones químicas y físicas en las estrellas.
Jawaharlal Nehru (1889–1964), un primer primer ministro de la India, fue un humanista científico autodescrito. Escribió en su autobiografía, Toward Freedom (1936), con sus puntos de vista sobre la religión y la superstición.
Bhagat Singh (1907-1931), fue un nacionalista revolucionario y socialista indio que fue ahorcado por usar la violencia contra funcionarios del gobierno británico. Expuso su punto de vista en el ensayo Why I Am an Atheist (Por qué soy un ateísta), escrito en la cárcel poco antes de su muerte.
Subrahmanyan Chandrasekhar (1910–1995), astrofísico ateo conocido por su trabajo teórico sobre la estructura y evolución de las estrellas. Fue galardonado con el Premio Nobel de Física en 1983.
Goparaju Ramachandra Rao (1902-1975), más conocido por su apodo "Gora", fue un reformador social, activista anticasta y ateo. Él y su esposa, Saraswathi Gora (1912-2007), que también era una reformadora atea y social, fundaron el Centro Ateo en 1940. El Centro Ateo es un instituto que trabaja por el cambio social. Gora expuso su filosofía del ateísmo positivo como una forma de vida. Más tarde escribió más sobre el ateísmo positivo en su libro de 1972, Ateísmo Positivo. También organizó la primera Conferencia Mundial Atea en 1972. Posteriormente, el Centro Ateo ha organizado varias Conferencias Ateas Mundiales en Vijayawada y otros lugares.
Khushwant Singh (1915-2014), un escritor prominente y prolífico, de extracción sij, fue declaradamente no religioso.
En 1997, se fundó la Federación de Asociaciones Racionalistas Indias.

#### sigloXXI
Amartya Sen (1933-), economista, filósofo y premio Nobel indio, es ateo y sostiene que esto puede asociarse con una de las escuelas ateas del hinduismo, el Lokayata.
La Asociación Racionalista de Mumbai, sucesora de la Asociación Racionalista de Maharashtra, participa activamente en el desarrollo  científico y la erradicación de la superstición.
En 2008, se fundó el sitio web Nirmukta. Más tarde se convirtió en una organización con el objetivo de promover el pensamiento libre y el humanismo secular en la India.
En 2009, la historiadora Meera Nanda publicó un libro titulado "El mercado de Dios". Examina cómo la religiosidad hindú está ganando más popularidad en la clase media en ascenso, ya que India está liberalizando la economía y adoptando la globalización.
En marzo de 2009, en Kerala, el Consejo Episcopal Católico emitió una carta pastoral dirigiéndose a los laicos en la que instaba a los miembros a no votar por los partidos políticos que abogan por el ateísmo. En julio de 2010, se emitió otra carta similar.
El 10 de marzo de 2012, Sanal Edamaruku investigó un supuesto milagro en Vile Parle, donde una estatua de Jesús había comenzado a llorar y concluyó que el problema era causado por un drenaje defectuoso. Posteriormente, durante una discusión televisiva con algunos miembros de la iglesia, Edamaruku acusó a la Iglesia Católica de crear milagros. El 10 de abril, Angelo Fernandes, presidente del Foro de Jóvenes Cristianos de Maharashtra, presentó una denuncia policial contra Edamaruku en virtud del artículo 295A del Código Penal indio. En julio, durante una gira en Finlandia, un amigo le informó a Edamaruku que su casa había sido visitada por la policía, Edamaruku se quedó en Finlandia.
El viernes 7 de julio de 2013, Nirmukta organizó el primer "Día de abrazar a un ateo" en India. El evento tuvo como objetivo difundir la conciencia y reducir el estigma asociado con ser ateo.
El 20 de agosto de 2013, dos atacantes desconocidos mataron a tiros a Narendra Dabholkar, un activista racionalista y anti-superstición, mientras estaba en una caminata matutina.
Hay un número creciente de musulmanes indios que abandonan gradualmente el islam, impulsados por una mente inquisitiva y se unen al grupo de ex musulmanes.

## Estatus legal, derechos y leyes
El ateísmo y la irreligión no se reconocen oficialmente en la India. La Constitución aprueba la apostasía en virtud del derecho a la libertad de religión, y la Ley de matrimonio especial de 1954 permite el matrimonio de personas sin creencias religiosas, así como matrimonios no religiosos y no rituales. Sin embargo, no existen leyes específicas que atiendan a los ateos y se considera que pertenecen a la religión de su nacimiento con fines administrativos.